# Lobo Mau

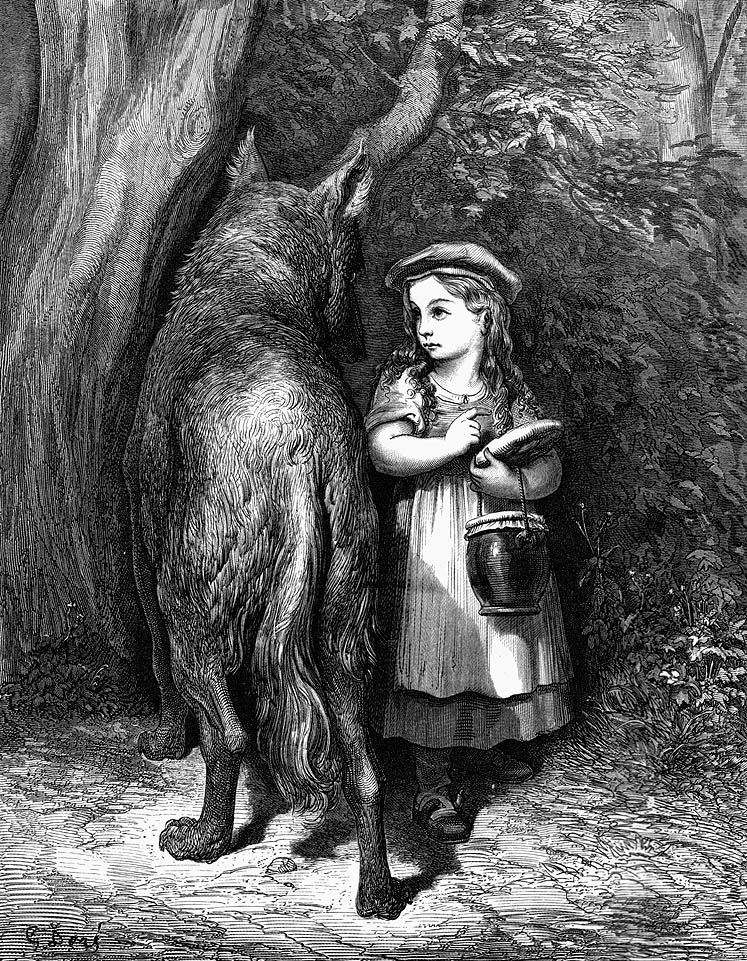
Lobo Mau e Chapeuzinho vermelho, ilustração de Gustave Doré.

O Lobo Mau (ou Big Bad Wolf em inglês) é um personagem que aparece em inúmeras fábulas folclóricas, incluindo as Fábulas de Esopo, e nas histórias dos Irmãos Grimm. É a personificação de um lobo mal-intencionado, famoso pelo seu apetite e pelo talento em enganar as vítimas. Apareceu em histórias clássicas como Os Três Porquinhos, Chapeuzinho Vermelho e Pedro e o Lobo, além do O Lobo e os Sete Cabritinhos, O Pastor mentiroso e o lobo, Lobo e o cordeiro e O Lobo em Pele de Cordeiro; nos programas de televisão infantis Sesame Street e Teatro dos Contos de Fadas; no filme de animação Deu a Louca na Chapeuzinho; nos filmes da série Shrek; na série animada Sandra, detective de cuentos; etc... O personagem também foi referenciado na série de ficção científica Doctor Who, e interpretado por Johnny Depp no longa metragem Caminhos da Floresta.
As histórias do Lobo Mau nasceram na Europa, onde o lobo sempre foi um animal incompreendido e temido.

## Aparições

### Disney
A Disney criou sua própria versão do personagem, que eventualmente se tornou conhecido como Lobão. Aparecendo nas histórias dos Três Porquinhos, ele se tornou famoso na canção Quem Tem Medo do Lobo Mau?. O lobo também apareceu em vários outros desenhos animados, a maioria adaptações da história dos Três Porquinhos. O Lobo Mau visto na adaptação Disney de Pedro e o Lobo é bem diferente e não possui, assim como o outro, a habilidade da fala.

### Sesame Street
A série Sesame Street (Vila Sésamo no Brasil), de Jim Henson conta com sua própria versão do personagem. O Lobo Mau de Sesame Street tem o pelo roxo e uma grande sobrancelha negra, e assim como em sua versão clássica, possui grande apetite e gosta muito de soprar e bufar. O personagem foi interpretado por Jerry Nelson.
O Lobo Mau apareceu pela primeira vez nas Notícias da Vila Sésamo, sendo entrevistado por Caco, o Sapo. Nas primeiras aparições ele tinha pelo azul (o boneco utilizado para o personagem era uma versão modificada do boneco do monstro azul Herry Monster) e geralmente só aparecia nas notícias. Na década de 1980, porém, ele foi substituído pelo lobo roxo e passou a aparecer mais e ganhou personalidade, além de ter revelado seu verdadeiro nome: Jackman Wolf. Apesar disso ele ainda é chamado mais frequentemente de Lobo Mau pelos outros personagens. 
Na maioria de suas aparições, Lobo Mau (ou Jackman, se preferirem) costuma ser visto caçando porquinhos ou soprando e bufando. Em um episódio em que Cookie Monster estava recontando a história Chapeuzinho Vermelho, Jackman aparece na história como o Dr. Lobo, tratando da Vovózinha, que estava doente. Em outra ocasião ele invadiu o apartamento de Ênio e Beto, onde Beto acreditou que ele era o Ênio fantasiado de lobo. O lobo também já foi visto na platéia nos segmentos de Game Shows do Guy Smiley e num segmento do Monsterpiece Theater apresentado por Cookie Monster numa peça chamada Dança com Lobos - sobre um porco que não queria dançar com o Lobo (Dança com Lobos também é o nome de um filme).
No episódio 3980, o Lobo revela ser o Inspetor de Ninhos da cidade e inspeciona cuidadosamente o ninho do Garibaldo para saber se ele era capaz de aguentar um furacão. No especial O Melhor de Caco, o Sapo, ele se apresenta como agente do Controle de Porcos e se oferece a ajudar Caco e Grover a se livrarem dos porcos. Sua aparição mais importante, no entanto, foi na adaptação especial da história Pedro e o Lobo. O Lobo Mau também foi o apresentador do Show de Rock & Roll de Sesame Street.
No episódio 4035, o irmão do Lobo Mau, Leonard Wolf, marido de Helena Reis, vem visitá-lo e ensina que nem todos os lobos são sopradores e devoradores de porcos. Leonard, ao contrário de seu irmão, é amigo dos porcos e gosta de atividades mais relaxadas como jogar canastra e xadrez, tocar violino e praticar tai chi.

### Deu a Louca na Chapeuzinho
Uma versão diferente do Lobo Mau chamado de Wolf W. Wolf foi um dos personagens principais do filme de animação de 2006 Deu a Louca na Chapeuzinho (nome original Hoodwinked). Aqui o Lobo mau é um repórter e escreve a columa Fatos de Contos de Fadas do jornal. Ele é um dos principais suspeitos do caso das receitas roubadas que ele próprio está secretamente investigando. Ele também tem um ajudante, um esquilo hiperativo chamado Twitchy. O lobo é interpretado por Patrick Warburton, o Kronk de A Nova Onda do Imperador.

### DreamWorks
Apesar de não aparecer no livro original, o Lobo Mau foi introduzido na adaptação cinematográfica de Shrek feita pela DreamWorks. Aqui também, o Lobo Mau é uma figura mau compreendida, amigo dos Três Porquinhos e que aparentemente ainda veste com frequência a camisola da Vovó. Existe também uma outra versão do Lobo Mau no spin-off de Shrek, Gato de Botas 2, onde ele é o principal vilão da produção cinematográfica.